# Conny Vandenbos

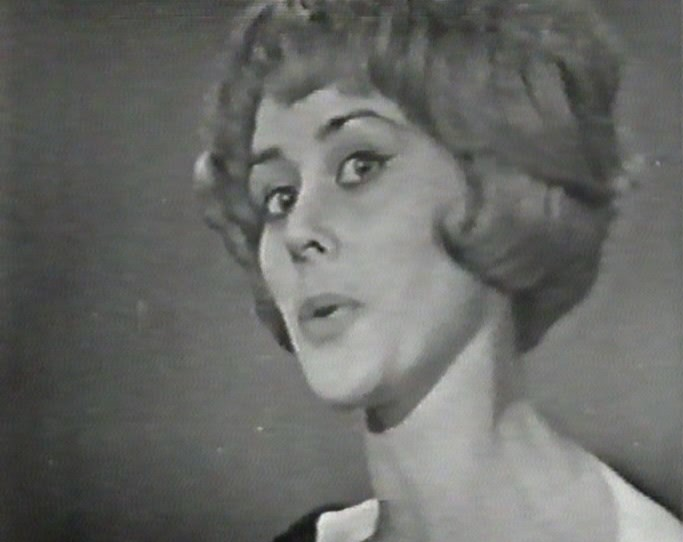
Conny Vandenbos en Eurovisión

Conny Vandenbos, nacida Jacoba Adriana Hollestelle, (La Haya, 16 de enero de 1937 - Ámsterdam, 7 de abril de 2002) fue una cantante neerlandesa. 

## Carrera profesional
Hizo su debut como solista en un programa de radio en la KRO para jóvenes talentos, en el que interpretó canciones francesas. Tras su actuación en 1961 en el Festival Knokke en Bélgica, Conny firmó un contrato con la Phonogram Records. En 1964 hizo una serie para televisión llamada Zeg Maar Conny (Llámame Conny) para la candena pública NCRV. 
En 1965 representó a los Países Bajos en Nápoles, Italia, en el Festival de la Canción de Eurovisión 1965, con la canción 't Is Genoeg (Es suficiente), alcanzando la 11.ª posición. Un año después Vandenbos finalmente alcanzaría el éxito con su tema Ik Ben Gelukkig Zonder Jou (Soy feliz sin ti). A principios de los 70 Conny dejó la Phonogram Records y firmó con la Basart Records en enero de 1973. Durante su contrato con la Basart lanzó numerosos álbumes y sencillos que a menudo llegaron a ser un éxito en el mercado holandés. En este periodo versionó al neerlandés canciones muy conocidas, incluyendo un álbum completo de canciones de Janis Ian titulado Conny Vanderbos Zingt Janis Ian. El dúo con Janis Ian Don't Leave Tonight alcanzó el n.º 17 en las listas holandesas en diciembre de 1980. En la década de 1990 presentó programas de radio.

## Renocimientos
En 1976 recibió un premio Gouden Harp por su álbum Zo Wil Ik Leven. 
En 1993 fue premiada con un disco de oro por su álbum 14 Grootste Hits Van Conny Vandenbos. 
En 2000 se colocó una adoquín con su nombre en el Walk of Fame Europe en Róterdam. 

## Vida personal
Conny Vandenbos se casó con Wim van den Bos, del que tomó su nombre artístico y con quien tuvo a su hija Karin. Su segundo matrimonio fue con el bajista del trío Leedy Trio, Ger Faber, con el que tuvo a su hijo, Jeroen. 
Conny Vandenbos murió el 7 de abril de 2002, dos semanas después de anunciar que sufría cáncer de pulmón.